# Tricosporonose
Trichosporonorose é uma micose rara, mas muito grave, causada por espécies de Trichosporon, uma levedura comum no solo e que podem colonizar a pele e a via gastrointestinal e respiratória de 1 a 4% dos seres humanos. Se dissemina em alguns pacientes com imunidade comprometida, especialmente neutropenia, associada a doenças crônicas , especialmente doenças do sangue como valvulopatias, anemia, hemocromatose ou leucemias. A mortalidade está entre 50 e 80%.

## Causa
A espécie que mais causa infecções disseminadas é T. asahii e em segundo lugar Trichosporon capitum. Várias espécies de Trichosporon, incluindo T. asahii e T. mucoides estão associados com um tipo de pneumonite por hipersensibilidade no Japão. Enquanto Trichosporon inkin causa piedra branca, nódulos brancos e duros nos pelos de mamíferos inofensivos.

## Sinais e sintomas
As infecções disseminadas são geralmente fulminantes e generalizadas, com lesões no fígado, baço, pulmões e por todo trato gastrointestinal. Pode causar peritonite, meningite crônica, stenosing esofagite, endoftalmite, artrite, colangite e hepatite.

## Tratamento
Recomenda-se combinar anfotericina B com voriconazol ou 5-flucitosina, porém os níveis de mortalidade seguem altos. Outras opções incluem combinar com anfotericina lipossomal com micafungina ou posaconazol, pelos bons resultados in vitro. Aparentemente o sucesso do tratamento depende mais de recuperar a imunidade do paciente (como aumentar níveis de neutrófilos em neutropênicos) do que dos medicamentos.